# 茂侶神社 (流山市)

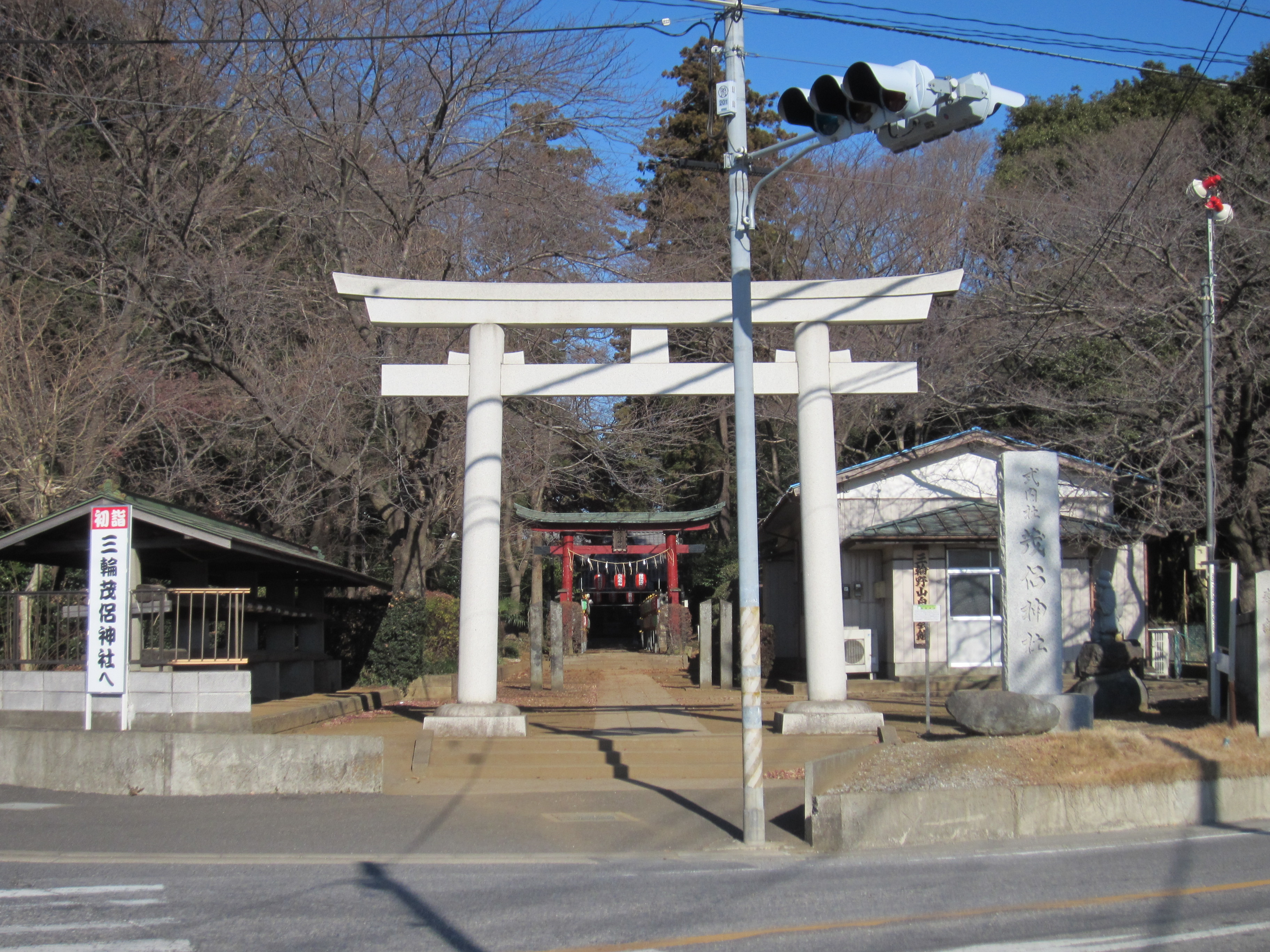
一の鳥居

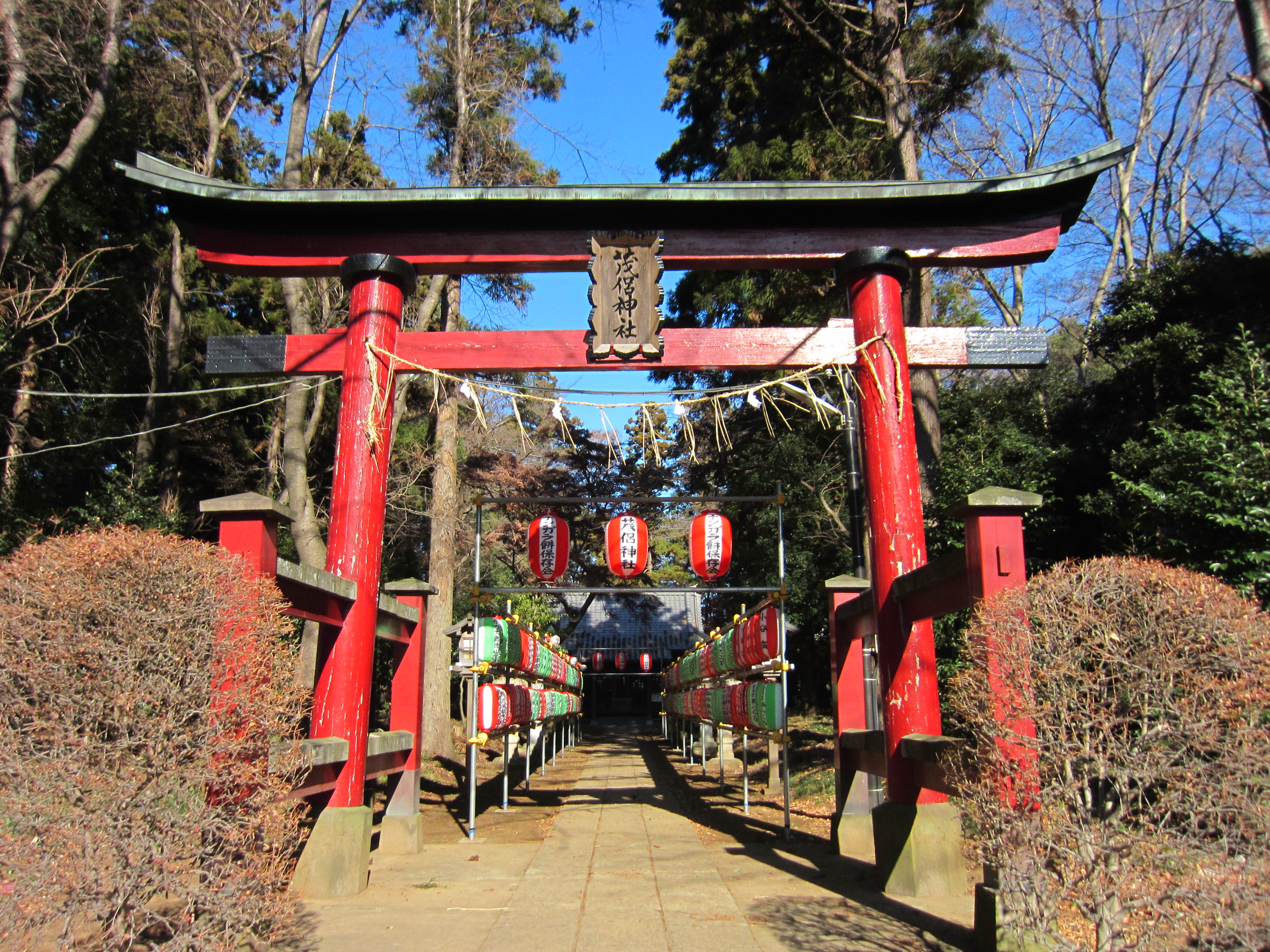
二の鳥居

茂侶神社（もろじんじゃ）は、千葉県流山市にある神社。旧称は「三輪神社」。式内社論社で、旧社格は村社。

## 祭神
- 大物主命 （おおものぬしのみこと）

## 歴史
『延喜式神名帳』には小社として「下総国葛飾郡 茂呂神社」と記載されており、その論社にあたる。論社には他に2社（松戸市と船橋市）がある（「茂侶神社」参照）。茂呂神社自体の国史での初見は、『日本三代実録』貞観13年（817年）11月12日条「茂呂神に従五位上の神階を授ける」という記述である。その後、元慶3年（879年）9月25日に正五位上を授けられた。
当社の創建は不詳。祭神の大物主命は、奈良県の三輪山にある大神神社の分霊とされており、社名の「茂呂（茂侶）」は、三輪山の旧名「御諸山（みもろやま）」の「モロ」のことであると見られている。そのため、当社の鎮座する台地もまた「三輪山（三輪野山）」と呼ばれている。神宮寺跡・旧参道西平井の鳥居跡・八木郷の地名由来などから、当社は広大な神域を有していたと推測されている。
慶長3年（1598年）、江戸川が掘られたことにより神域が分断された。当神社はその東岸にあたる。そのため、元和年間に江戸川西岸に分社し、三輪神社が創建された。また、当社には江戸幕府から毎年25石の祭祀料が捧げられていた。

## 境内
- 本殿
- 拝殿 - 平成7年に瓦の葺き替えが行われた。

境内に接して神宮寺の跡がある。

## 祭事
- ヂンガラ餅

1月8日のオビシャ（新年祭）において、鏡餅を神前に供えたのち氏子が引きちぎりあう。餅の割れ方によりその年の作柄を占っていた。流山市により無形民俗文化財に指定されている。

## 文化財

### 流山市指定無形民俗文化財
- ヂンガラ餅行事

## 現地情報
所在地
- 千葉県流山市三輪野山619

交通アクセス
- 東武野田線 初石駅 （徒歩約25分）
- 首都圏新都市鉄道つくばエクスプレス・東武野田線 流山おおたかの森駅 （徒歩約25分）
- 首都圏新都市鉄道つくばエクスプレス 流山セントラルパーク駅 （徒歩約25分）
- 流鉄流山線 流山駅 （徒歩約25分）